# Abdoul Mbaye
Abdoul Mbaye, född 13 april 1953 i Dakar, är en senegalesisk politiker. Han var landets premiärminister 2012–2013.
Mbaye studerade vid Cheikh-Anta-Diop University, HEC Paris och Université Panthéon-Sorbonne. Efter avslutade studier arbetade han på Central Bank of West Africa från 1976. Mbaye efterträdde Souleymane Ndéné Ndiaye som premiärminister under president Macky Sall sedan 5 april 2012. Han efterträddes på posten av Aminata Touré 1 september 2013.